# Ucrania en los Juegos Paralímpicos de Pekín 2008
Ucrania estuvo representada en los Juegos Paralímpicos de Pekín 2008 por un total de 123 deportistas, 74 hombres y 49 mujeres.

## Medallistas
El equipo paralímpico ucraniano obtuvo las siguientes medallas:
| Nombre | Deporte                    | Evento                                 |
| --- | -------------------------- | -------------------------------------- |
| Oro |                            |                                        |
| Inna Dyachenko | Atletismo                  | 100 m T38 femenino                     |
| Inna Dyachenko | Atletismo                  | 200 m T38 femenino                     |
| Oxana Boturchuk | Atletismo                  | 100 m T12 femenino                     |
| Tetyana Yakybchuk | Atletismo                  | Disco F32-34/51-53 femenino            |
| Alla Malchyk | Atletismo                  | Peso F35/36 femenino                   |
| Oxana Zubkovska | Atletismo                  | Salto de longitud F12 femenino         |
| Roman Pavlyk | Atletismo                  | 100 m T36 masculino                    |
| Roman Pavlyk | Atletismo                  | 400 m T36 masculino                    |
| Vasyl Lishchynskyi | Atletismo                  | Disco F11/12 masculino                 |
| Volodymyr Antonyuk Olexandr Devlysh Taras Dutko Ihor Kosenko Mykola Mijovych Denys Ponomaryov Anatoli Shevchyk Ivan Shkvarlo Kostiantyn Symashko Vitali Trushev Andri Tsukanov Serhi Vakulenko | Fútbol 7                   | Torneo masculino                       |
| Lídiya Soloviova | Levantamiento de potencia  | –40 kg femenino                        |
| Ganna Ielisavetska | Natación                   | 50 m espalda S2 femenino               |
| Maxym Veraksa | Natación                   | 50 m libre S12 masculino               |
| Maxym Veraksa | Natación                   | 100 m libre S12 masculino              |
| Maxym Veraksa | Natación                   | 100 m braza SB12 masculino             |
| Maxym Veraksa | Natación                   | 200 m estilos SM12 masculino           |
| Olexi Fedyna | Natación                   | 50 m libre S13 masculino               |
| Olexi Fedyna | Natación                   | 100 m braza SB13 masculino             |
| Olexi Fedyna | Natación                   | 200 m estilos SM13 masculino           |
| Dmytro Vynohradets | Natación                   | 50 m libre S3 masculino                |
| Dmytro Vynohradets | Natación                   | 200 m libre S3 masculino               |
| Dmytro Kryzhanovskyi | Natación                   | 50 m libre S5 masculino                |
| Andréi Kalina | Natación                   | 100 m braza SB8 masculino              |
| Olexandr Mashchenko | Natación                   | 100 m braza SB11 masculino             |
| Plata |                            |                                        |
| Viktoriya Kravchenko | Atletismo                  | 100 m T37 femenino                     |
| Viktoriya Kravchenko | Atletismo                  | 200 m T37 femenino                     |
| Oxana Boturchuk | Atletismo                  | 200 m T12 femenino                     |
| Oxana Boturchuk | Atletismo                  | 400 m T12 femenino                     |
| Roman Pavlyk | Atletismo                  | 200 m T36 masculino                    |
| Mykola Zhabnyak | Atletismo                  | Disco F37/38 masculino                 |
| Ivan Kytsenko | Atletismo                  | Triple salto F12 masculino             |
| Iryna Sotska | Natación                   | 50 m espalda S2 femenino               |
| Sergui Klippert | Natación                   | 100 m espalda S12 masculino            |
| Sergui Klippert | Natación                   | 100 m libre S12 masculino              |
| Olexi Fedyna | Natación                   | 100 m espalda S13 masculino            |
| Olexi Fedyna | Natación                   | 100 m libre S13 masculino              |
| Dmytro Vynohradets | Natación                   | 100 m libre S3 masculino               |
| Dmytro Kryzhanovskyi | Natación                   | 100 m libre S5 masculino               |
| Olexandr Mashchenko | Natación                   | 100 m mariposa S11 masculino           |
| Andréi Kalina | Natación                   | 200 m estilos SM9 masculino            |
| Danylo Chufarov | Natación                   | 400 m libre S13 masculino              |
| Olexandr Petrenko | Remo                       | Scull individual AM1x masculino        |
| Bronce |                            |                                        |
| Alla Malchyk | Atletismo                  | Disco F35/36 femenino                  |
| Svitlana Gorbenko | Atletismo                  | Salto de longitud F13 femenino         |
| Mykyta Senyk | Atletismo                  | 100 m T38 masculino                    |
| Mykyta Senyk | Atletismo                  | 200 m T38 masculino                    |
| Olexandr Ivanyujin | Atletismo                  | 400 m T11 masculino                    |
| Andréi Onufriyenko | Atletismo                  | 400 m T38 masculino                    |
| Olexandr Yasynovyi | Atletismo                  | Disco F11/12 masculino                 |
| Vasyl Lishchynskyi | Atletismo                  | Peso F11/12 masculino                  |
| Serhi Shenkevych | Esgrima en silla de ruedas | Espada individual B masculino          |
| Serhi Shenkevych | Esgrima en silla de ruedas | Sable individual B masculino           |
| Olena Akopyan | Natación                   | 50 m mariposa S6 femenino              |
| Olena Akopyan | Natación                   | 50 m libre S5 femenino                 |
| Olena Akopyan | Natación                   | 200 m libre S5 femenino                |
| Iryna Balashova | Natación                   | 50 m libre S13 femenino                |
| Yaryna Matlo | Natación                   | 100 m braza SB12 femenino              |
| Yuliya Volkova | Natación                   | 100 m mariposa S12 femenino            |
| Sergui Klippert | Natación                   | 50 m libre S12 masculino               |
| Sergui Klippert | Natación                   | 400 m libre S12 masculino              |
| Sergui Klippert | Natación                   | 100 m braza SB12 masculino             |
| Sergui Klippert | Natación                   | 200 m estilos SM12 masculino           |
| Viktor Smyrnov | Natación                   | 100 m braza SB11 masculino             |
| Viktor Smyrnov | Natación                   | 100 m espalda S11 masculino            |
| Viktor Smyrnov | Natación                   | 100 m mariposa S11 masculino           |
| Dmytro Aleksyeyev | Natación                   | 100 m espalda S13 masculino            |
| Dmytro Aleksyeyev | Natación                   | 200 m estilos SM13 masculino           |
| Dmytro Vynohradets | Natación                   | 50 m espalda S3 masculino              |
| Maxym Veraksa | Natación                   | 100 m espalda S12 masculino            |
| Danylo Chufarov | Natación                   | 100 m libre S13 masculino              |
| Anton Stabrovskyi | Natación                   | 100 m mariposa S12 masculino           |
| Ievguen Poltavskyi Andréi Kalina Taras Yastremskyi Andréi Sirovatchenko | Natación                   | 4 × 100 m estilos (34 ptos.) masculino |
| Sergui Sydorenko | Yudo                       | –73 kg masculino                       |
| Mykola Lyivytskyi | Yudo                       | –100 kg masculino                      |